# Консерватизм во Франции
Консерватизм во Франции — политическая философия и идеология консерватизма, присущего Франции. Французский консерватизм обычно ориентирован на поддержку французской культуры, социальной иерархии и традиций. Он исторически связана с монархизмом и национализм. Французский консерватизм возник как реакционное и контрреволюционное движение в период Реставрации после Французской революции и с тех пор является влиятельной идеологией во Франции.
В современной Франции, как и в других странах, консерватизм чаще встречается на правом фланге политического спектра. При этом сам термин пользуется неоднозначной репутацией. Так, известный правый интеллектуал Эрик Земмур утверждает, что консерватизм основан на том, что «прекрасные вещи — это, по сути, те, которые мы выбираем сохранять», в то время как ведущий правый политик страны Марин Ле Пен старается избегать его использования. В 2024 году Фредерик Даби, глава института общественного мнения IFOP сказал, что «В каком-то смысле можно даже сказать, что с точки зрения ценностей — консерватизма, ощущения упадка, потребности в безопасности — правые победили. Но они больше не направляются одной партией».

## История

### От Реставрации до Республики
Ранний консерватизм во Франции был сосредоточен на восстановлении монархии, отрицании секуляризма Французской революции и сохранении роли католической церкви. После падения Первой империи Наполеона в 1814 году Дом Бурбонов вернулся к власти в ходе Реставрации. Людовик XVIII и Карл X, братья казнённого революционерами короля Людовика XVI, последовательно взошли на трон и проводили консервативную политику, намереваясь восстановить институты Старого режима. Главной силой французского консерватизма того времени были ультрароялисты, в основном представители дворянства, которые решительно поддерживали католицизм как государственную религию Франции, монархию Бурбонов, социальную иерархию и избирательное право по цензу вопреки народной воле и интересам растущей буржуазии с её либеральными и демократическими тенденциями.
После Июльской революции 1830 года Луи-Филипп I, представитель более либеральной Орлеанской ветви дома Бурбонов, провозгласил себя королём французов. Июльская монархия носила либеральный характер по сравнению с предыдущим режимом. Хартия 1830 года ограничила полномочия монарха в пользу парламента, имущественный и возрастной ценз для избирателей были снижены, католичество утратило статус государственной религии, расширены права личности. В этот период первоначально главной силой французского консерватизма были легитимисты, приверженцы «законной» (легитимной) старшей ветви Бурбонов. Но уже в середине 1830-х годов ведущая роль в консервативном лагере переходит Партии сопротивления во главе с Франсуа Гизо, которая рассматривала Июльскую революцию как средство восстановления порядка и законности после государственного переворота Карла X, а не как радикальный разрыв с существующим порядком.
Произвол крупной буржуазии, пришедшей к власти после Июльской революции, привёл Францию к новой революции в 1848 году, которая свергла Орлеанский дом и установила II Республику, оказавшеюся недолговечной. В 1852 году пришедший к власти Луи-Наполеон Бонапарт провозгласил Вторую империю, установив имперский бонапартистский режим. Во II Республике ведущей силой консерваторов стала Партия порядка, объединившая обе монархические фракции: легитимистов и орлеанистов. Хотя на президентских выборах 1848 года она поддержала Наполеона, считая «наименее худшим из всех возможных кандидатов» (Тьер при этом сказал членам партии: «Мы будем направлять этого кретина»), но в 1851 году консерваторы активно выступили против захвата власти Луи Наполеоном и были разгромлены.
В период II Империи старые консерваторы, легитимисты и орлеанисты, не пользовались широкой поддержкой, в основном политическая борьба велась между сторонниками Бонапарта, которые разделились на либеральных и авторитарных бонапартистов. Поражение в войне с Пруссией привело к свержению имперского режима и установлению III Республики.

### III Республика
В 1870-х годах консервативный лагерь сплотился, объединив в своих рядах теперь уже все три монархические фракции (легитимисты, орлеанисты и бонапартисты), которые отвергали наследие революции 1789 года и полагали, что республиканизм ведёт к модернизации общества и атеизму, разрушая при этом традиции Франции. Консерваторы были в шаге от победы. Уже в 1871 году они получили большинство в первом Национальном собрании республики, а в 1873 году совместными усилиями добились избрания президентом маршала Мак-Магона, не скрывавшего своих монархических симпатий. Но всё рухнуло, потому что Анри, граф Шамбор, которому монархическое большинство парламента предложило корону, отказался принять трёхцветное знамя. После этого орлеанисты примкнули к республиканцам и вместе приняли республиканскую конституцию. Противостояние республиканцев и монархистов длилось до кризиса 16 мая 1877 года, который завершился отставкой маршала Мак-Магона в январе 1879 года. После этого влияние монархистов быстро сошло на нет и в дальнейшем политическая борьба велась между левыми и правыми республиканцами.
Падение популярности монархистов привело к тому, что главным врагом республиканцев, таких как Ферри и Гамбеттв, стала уже не монархия, а католицизм. В связи с этим стал вопрос о роли и месте католиков в республиканской Франции. В 1883 году после смерти графа Шамбора депутат Альбер де Мен, монархист и ультрамонтан, хотел создать во Франции католическую монархическую партию, вдохновлённый немецкой Партией Центра, но под влиянием папы отказался от этой идеи.
В феврале 1892 года папа Лев XIII опубликовал энциклику Au milieu des sollicitudes с подзаголовком «Церковь и государство во Франции». В ней он предложил верующим принять республиканскую систему, чтобы работать над «умиротворением отечества». В мае того же папа в письме французским кардиналам прямо призвал: «Примите Республику». Французскими католиками энциклика была встречена неоднозначно. В начале того же 1892 года Мен Жак Пью, вместе с группой депутатов из различных правых фракций, основали лигу политической и социальной пропаганды, находящуюся под покровительством Святого престола и стремящуюся «видоизменить избирательные собрания нации, с целью дать перевес католикам». В 1901 году Мен и Пью с благословления Льва XIII основали либерально-консервативную партию Народно-либеральное действие, которая сыграла важную историческую роль, интегрировав «сплочённых католиков» в политическую жизнь Франции и способствовала процессу, который привёл к переходу католических правых от требования христианской монархии к откровенному принятию республиканских институтов.
В 1899 году писатель Шарль Моррас, журналист Морис Пюжо, профессор философии Анри Вожуа и военный и писатель Жорж де Вильбуа-Марейль создали «Аксьон франсез» — ультраконсервативное, реакционное, националистическое и роялистское движение, выступавшее за восстановление монархии. Его идеология строилась на идеях Морраса, включавшие в себя интегральный национализм, монархизм, корпоративизм, а также необходимость противодействия демократии, либерализму и капитализму. Движение поддерживало восстановление династии Бурбонов, а после принятия в 1905 году закона о разделении церквей и государства — восстановление католицизма в качестве государственной религии — всё это было своего рода объединяющим фактором в противовес Третьей республике, которую её противники считали коррумпированной и атеистической.

### От войны до войны
Напряжённость между консервативными христианскими правыми и светскими левыми усилилась в 1890-х—1910-х годов, в том числе, из-за дела Дрейфуса и закона о разделении церквей и государства, но смягчилась после духа единства во время Первой мировой войны. Способствовало этому и решение папы Пия XI в 1926 году публично осудить «Аксьон франсез». Папа считал, что французские католики не должны поддерживать «безумную» идею о восстановлении монархии во Франции. Запрет был снят в 1939 году Пием XII, но движение так и не вернуло себе былую силу.
В 1936 году военный и политик Франсуа де ля Рок после роспуска правительством Народного фронта возглавляемой им ветеранской организации «Огненные кресты» создаёт национал-консервативную Французскую социальную партию, первую в истории Франции массовую правую партию.
После капитуляции Франции 1940 года в стране установился режим Виши под руководством маршала Филиппа Петена. Годы его правления, 1940—1944, характеризовала авторитарная форма консерватизма вкупе с антисемитизмом, корпоративизмом, противодействием индивидуализму, акцентом на семейной жизни и национальным направлением экономики. Официальной идеологией, продвигаемой режимом, стала Révolution nationale, которая, несмотря на своё название, была скорее реакционной, чем революционной, поскольку противостояла почти всем изменениям, введённым Французской революцией.

### Послевоенная эра
После Второй мировой войны французские консерваторы во многом стали жертвами подозрений в коллаборационизме, несмотря на то что многие консерваторы не приняли режим Виши и участвовали в Сопротивлении. Всё же, консерватизм продолжал оставаться одной из главных политических сил во Франции, хотя количество консервативных групп и их нестабильная работа не поддаются простой классификации, а на правом фланге доминировали голлисты — сторонники генерала и аристократа Шарля де Голля, который возглавлял Свободные французские силы против нацистской Германии. Не имея своей мощной политической силы консерваторы в основном поддерживали голлистские группы и партии, защищая национальную самобытность и традиции, выступая за общественный порядок и возрождение Франции. В результате, послевоенный консерватизм во Франции был сформирован вокруг личности лидера — генерала де Голля, — при этом он опирался не столько на традиционный французский консерватизм, сколько на бонапартистскую традицию. В союзе с голлистами консерваторы были ведущей политической силой Франции с 1958 и по 1981 год, неизменно побеждая на парламентских и президентских выборах.

### XXI век
В 2004 году голлистскую партию Союз за народное движение (ранее Объединение в поддержку Республики) возглавил Николя Саркози, который был президентом Франции с 2007 по 2012 год и чья идеология известна как саркозизм. Ныне голлизм во Франции продолжается под руководством «Республиканцев» (современное название Союза за народное движение).
С середины 2010-х годов популярность голлистов стала падать. Если в 2012 году Союз за народное движение получил 38 % голосов и стал по итогам выборов 2-й партией в Национальном собрании, то в 2024 «Республиканцы» набрали меньше 7 % голосов, став лишь 4-й силой в парламенте. Как результат, освободившееся место на сцене начали занимать другие политические силы. Так, в 2021 году французский писатель, журналист и телеведущий Эрик Земмур основал национал-консервативную партию «Реконкиста», которую описывают как более правую версию Национального объединения Марин Ле Пен. Сам Земмур в интервью телекомпании BFM TV в 2014 году определил свои убеждения как «голлио-бонапартизм: величие Франции, значительная роль государства, уважение к французской культурной традиции». В 2022 года в первом туре президентских выборов Земмур набрал чуть больше 7 % голосов и занял 4-е место .